# Félines-Termenès
Félines-Termenès är en kommun i departementet Aude i regionen Occitanien  i södra Frankrike. Kommunen ligger  i kantonen Mouthoumet som ligger i arrondissementet Carcassonne. År 2022 hade Félines-Termenès 133 invånare.

## Befolkningsutveckling
Antalet invånare i kommunen Félines-Termenès
Referens: INSEE

## Galleri

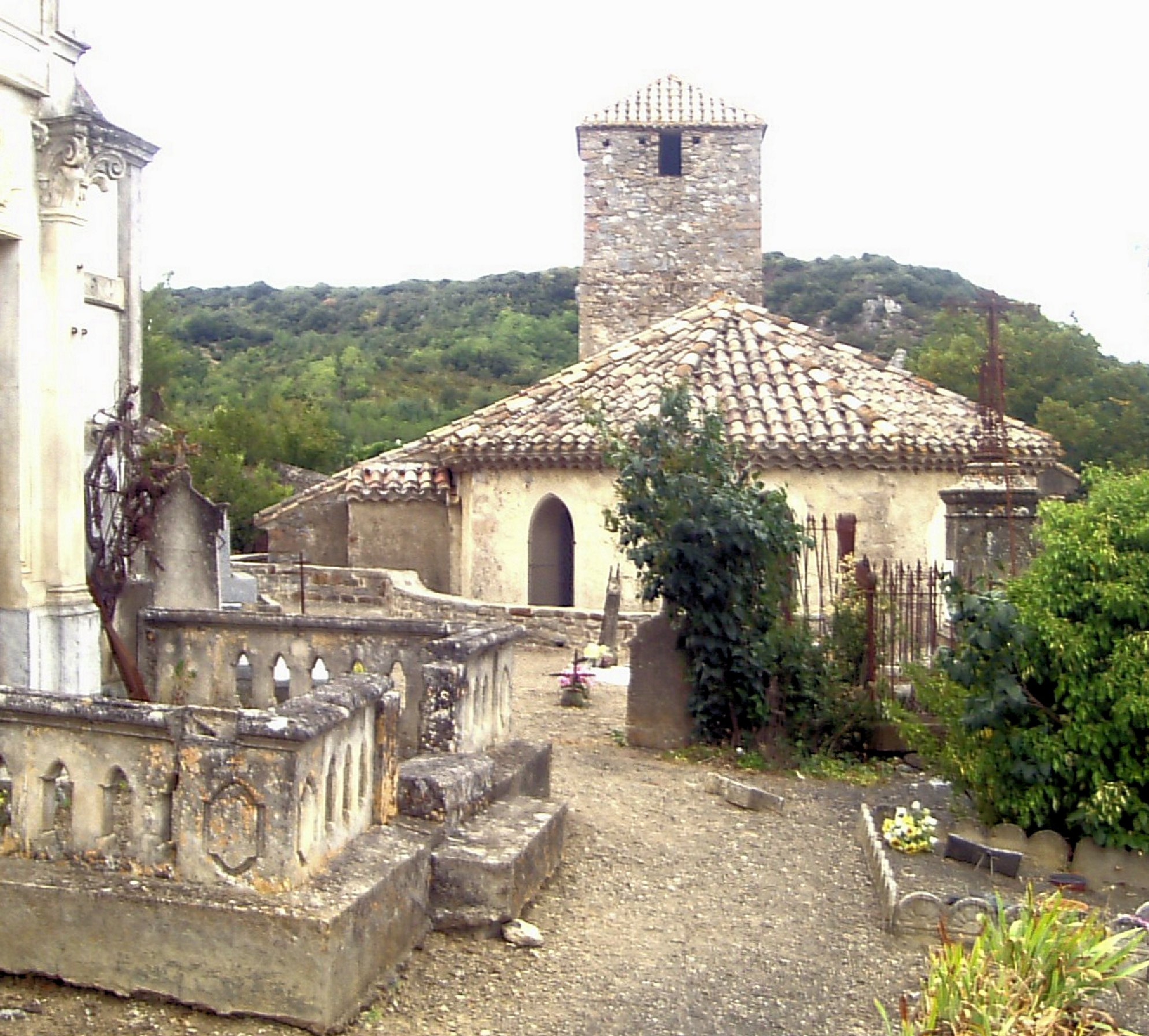
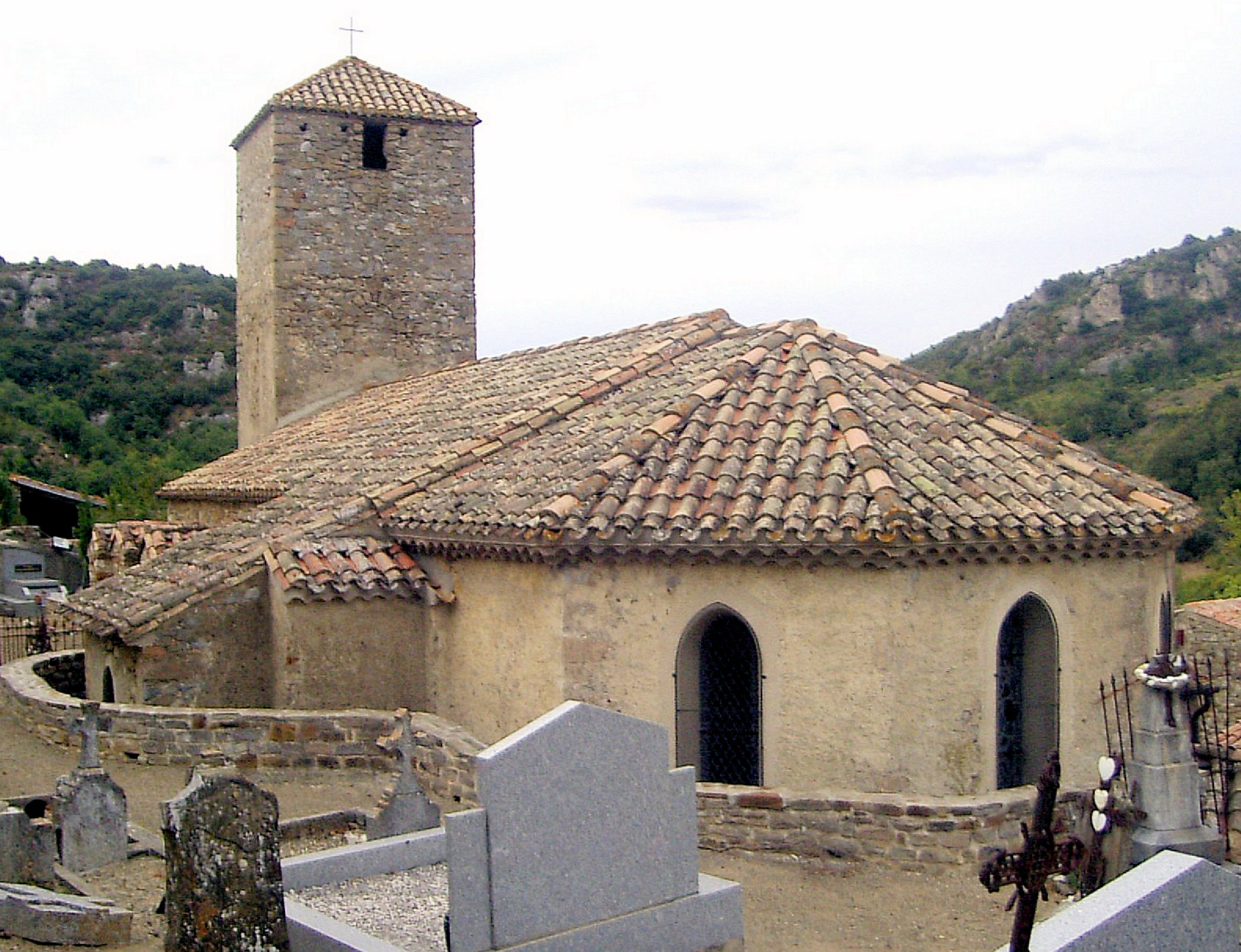